# Scandales romains

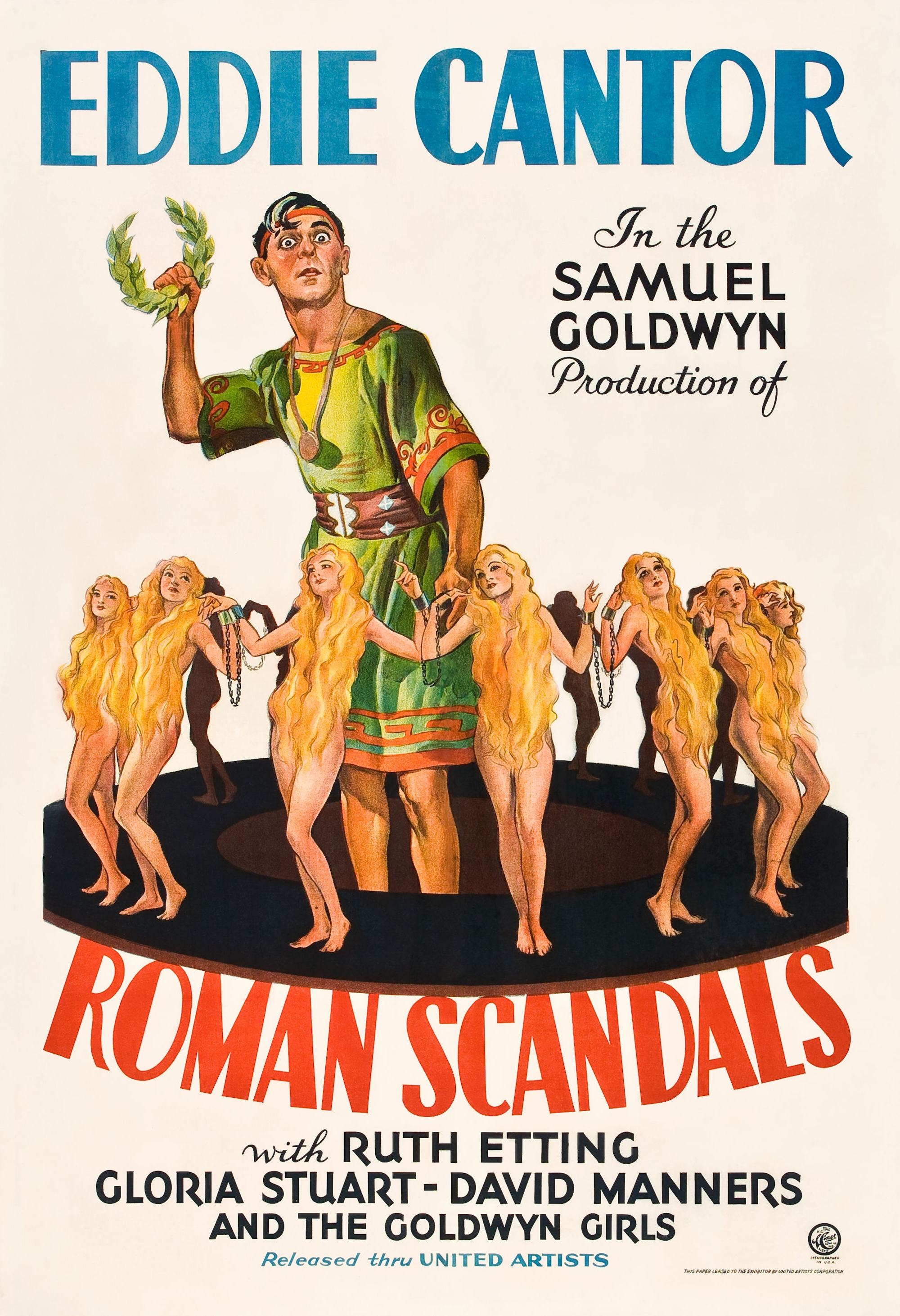
Affiche du film.

Scandales romains (Roman Scandals) est un film musical américain réalisé par Frank Tuttle, sorti en 1933. Sorti pendant la Grande Dépression, ce film de divertissement a été un succès auprès du public.
Le film suit un homme passionné par l'histoire de l'antiquité qui se retrouve en rêve dans la Rome antique pendant le règne de l'Empereur Valerius,.

## Synopsis

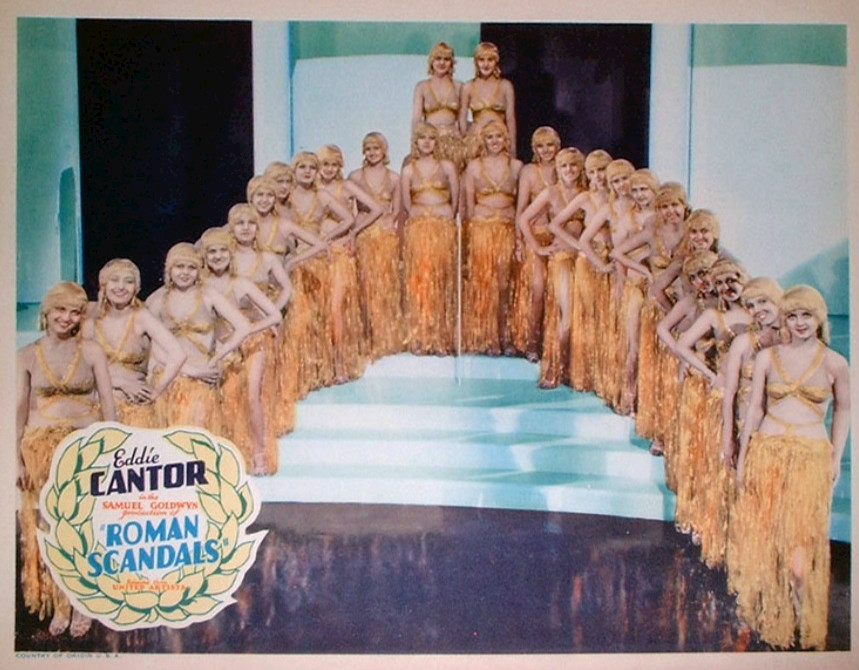
The Goldwyn Girls, carte promotionnelle du film.

Eddie, un livreur qui vit et travaille dans la communauté américaine de Rome de l'Ouest dans l'Oklahoma, adore la période de l'Antiquité et tout particulièrement la Rome antique, allant même jusqu'à s'autoproclamer comme un spécialiste de cette période. Il déplore ainsi que le bidonville local soit sur le point d'être anéanti par des politiciens, selon lui intrigants, persuadé qu'un tel scandale n'aurait jamais pu se produire à l'époque des empereurs romains.
Après avoir reçu un coup sur la tête, Eddie tombe dans la coma et se réveille dans la Rome impériale, où après quelques péripéties, il est vendu comme esclave exotique au tribun Josephus. Dès lors à son service Eddie va vite déchanter en découvrant que le méchant empereur Valerius est tout aussi escroc et voleur que les politiciens de la Rome occidentale. Il décide d'y remédier pour empêcher que l'Empire romain ne tombe dans la Décadence.
Il obtient un emploi de goûteur au service de Valérius, qui se révèle être peu sûr, dans la mesure où la femme de l'empereur, Agrippa, essaie constamment de l'empoisonner. Cette dernière fait par ailleurs de son mieux pour faciliter la romance entre Josephus et la princesse Sylvia récemment capturée après une expédition chez les Barbares. Après une intervention bien intentionnée d'Eddie, il finit au cachot pour une séance de torture  mais il parvient à s'échapper et réquisitionne un char. S'ensuit alors une course poursuite en chars et sur le point d'être capturé, Eddie se réveille subitement pour se retrouver chez lui dans le présent. Tirant des conclusions de son songe, il déjoue rapidement les intrigues politiciennes des temps modernes et apporte une fin heureuse à toute la communauté.

## Fiche technique
- Titre original : Roman Scandals (le titre anglais est un jeu de mots avec Roman sandals, c'est-à-dire les sandales romaines)
- Réalisation : Frank Tuttle
- Scénario : William Anthony McGuire d'après une histoire de George Kaufman
- Producteur : Samuel Goldwyn
- Société de production : Samuel Goldwyn Productions
- Photographie : Ray June, Gregg Toland
- Musique : Alfred Newman
- Montage : Stuart Heisler
- Distributeur : United Artists
- Genre : comédie musicale, comédie, fantastique
- Durée : 93 minutes
- Date de sortie :
  - États-Unis : 25 décembre 1933

## Distribution
- Eddie Cantor : Eddie/Oedipus

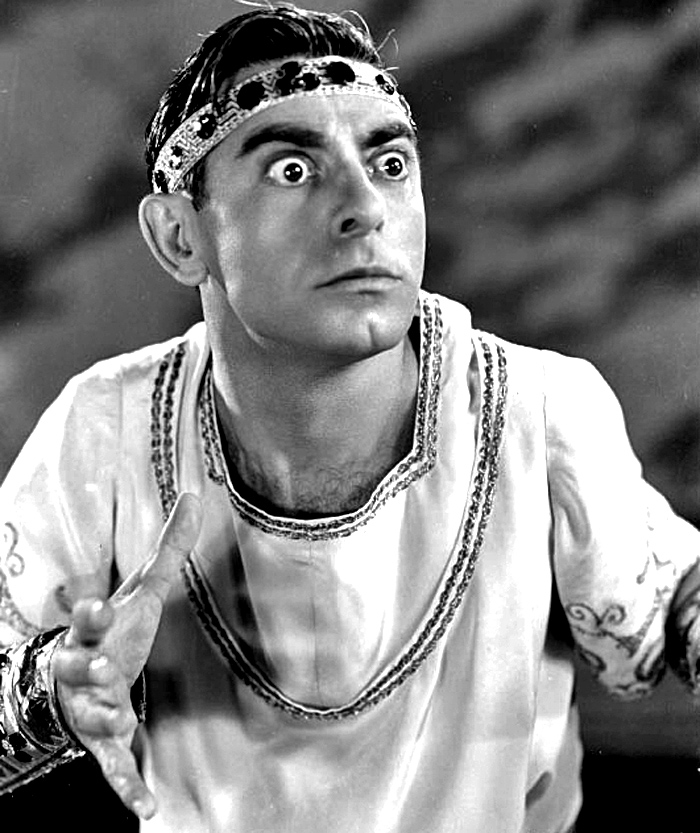
Eddie Cantor dans le film

- The Goldwyn Girls : les esclaves
- Ruth Etting : Olga
- Gloria Stuart : Princesse Sylvia
- Edward Arnold : Empereur Valerius
- David Manners : Josephus
- Verree Teasdale : impératrice Agrippa
- Alan Mowbray : Majordome
- Jack Rutherford : Manius
- Willard Robertson : Warren Finley Cooper

Acteurs non crédités
- Frank Austin : un citoyen
- Davison Clark : Pete, huissier
- Harry Cording : un soldat
- Francis Ford : un citoyen
- Lee Kohlmar : un commerçant
- Murdock MacQuarrie : un sénateur